# 加毛明
加毛 明（かも あきら）は、日本の法学者。専門は民法。東京大学大学院法学政治学研究科教授。

## 経歴
1999年、筑波大学附属駒場高等学校卒業。2001年、司法試験第二次試験合格。2003年3月、東京大学法学部卒業（首席により平成14年度第2回東京大学総長賞を受賞）。同年4月、東京大学大学院法学政治学研究科助手。2007年、東京大学大学院法学政治学研究科准教授。2019年、東京大学大学院法学政治学研究科教授。

## 論文・著書
- 『私の司法試験現役合格作戦 2002年版』（エール出版社）
- 『受託者破産時における信託財産の処遇について―二つの「信託」概念の交錯―』（法学協会雑誌124号）